# ФК Динамо (Барнаул)
Вижте пояснителната страница за други значения на Динамо.
„Динамо“ е футболен клуб в Барнаул, Алтайски край, Русия. Основан е под името „Урожай“ през 1957 г.

## История
Първия си мач отборът на клуба изиграва на 2 юни 1957 г. във Втора лига на СССР. През 1980 г. става шампион в зоната си под ръководството на Василий Фомичев. През 1992 г. участва в 1 лига, но на следващия сезон изпада, заемайки 13-о място. През 1995 г. „Динамо“ печели сребърните медали във Втора лига. Отборът се представя стабилно в лигата, но успехите идват чак през 2007 година, когато под ръководството на Александър Дорофеев „Динамо“ печели във 2 дивизия и се класира за Първа.
В началото на 2008 г. Алтайски край отпуска 75 милиона рубли за клуба, но много от играчите му напускат. Клубът завършва на 20-о място от 22 отбора и не записва победа като гост. През януари 2009 г. отборът получава предложение за участие в 1-ва дивизия, но отказва. През 2009 г. отборът достига 1/32 финал за купата на Русия.

## Известни играчи
- Алексей Смертин
- Евгений Смертин
- Валерий Минко
- Михаил Ашветия
- Алексей Солосин
- Денис Скороходов